# Laura Georges
Laura Stéphanie Georges (Le Chesnay, 20 agosto 1984) è una dirigente sportivo ed ex calciatrice francese, di ruolo difensore centrale o centrocampista, al 2024 segretario generale della Federcalcio francese.
Prima del ritiro da calciatrice ha giocato, oltre che nel campionato nazionale, anche negli Stati Uniti d'America, a livello universitario, nel NCAA Women's Division I Soccer Championship, prima francese a disputarlo, e nel campionato tedesco, chiudendo qui la sua carriera nell'estate 2018 con il Bayern Monaco. Ha inoltre indossato la maglia della nazionale francese sia a livello giovanile che nella nazionale maggiore, disputando con quest'ultima tre campionati mondiali, Stati Uniti 2003, Germania 2011 e Canada 2015, quattro europei consecutivi, da Inghilterra 2005 a Paesi Bassi 2017, e un'Olimpiade, quella di Londra 2012, collezionando complessivamente 188 presenze, al novembre 2024 al quarto posto nella classifica presenze delle Blues, realizzando 7 reti.

## Carriera

### Club e calcio universitario
Georges si avvicina al calcio fin da giovanissima, iniziando la carriera con il Paris Saint-Germain, club della sua città natale, all'età di 12 anni. Qui gioca nelle sue formazioni giovanili per sei anni per poi lasciare brevemente il PSG per approfondire la preparazione tecnica al Centre national de formation et d'entraînement de Clairefontaine, il centro della Federcalcio francese (FFF) situato a Clairefontaine-en-Yvelines e vestendo la maglia della sua squadra femminile, il CNFE Clairefontaine per la stagione 2002-2003. Qui nella primavera 2003 disputa un'amichevole con la squadra femminile del Boston College in visita a Parigi, venendo lodata per la prestazione dai coach dell'università statunitense, episodio che in seguito avrebbe determinato la prima parte della sua carriera.
Tornata in organico con il club parigino dall'estate 2003, dalla stagione entrante viene promossa in prima squadra e dove, sotto la guida del tecnico Sébastien Thierry, fa il suo esordio, da titolare, in Division 1 Féminine, massimo livello della piramide calcistica francese di categoria, il 26 ottobre, nell'incontro casalingo della 3ª giornata di campionato perso 1-0 con il FCF Juvisy. Alla stagione d'esordio in D1 Thierry la schiera nel reparto difensivo complessivamente in 19 incontri., impiegandola inoltre nell'incontro amichevole
Al termine del campionato Georges annuncia la sua intenzione di trasferirsi negli Stati Uniti concretizzando l'invito a continuare gli studi al Boston College. Iscritta alla facoltà di marketing, qui affianca il percorso scolastico all'attività agonistica, giocando per la squadra femminile delle Boston College Eagles nel NCAA Women's Division I Soccer Championship. Nella sua prima stagione, Georges ha disputato 13 partite, nove delle quali da titolare. Nella sua seconda stagione con la squadra, nonostante abbia saltato delle partite per rappresentare la Francia a livello internazionale, è stata nominata nella All-ACC first team guadagnando inoltre il riconoscimento per il third-team All-America da parte della NSCAA. Nella sua ultima stagione all'università, Georges è stata nominata nella prima squadra della conference per la seconda stagione consecutiva e ha ricevuto il premio ACC Defensive Player of the Year. È stata anche semifinalista per il prestigioso Hermann Trophy.
Al termine della stagione 2018 ha chiuso la carriera al Bayern Monaco, dove si era trasferita nel gennaio 2018.

## Palmarès

### Club
- Campionato francese: 6

Olympique Lyonnais: 2007-2008, 2006-2009, 2009-2010, 2010-2011, 2011-2012, 2012-2013
- Coppa di Francia: 3

Olympique Lyonnais: 2007-2008, 2011-2012, 2012-2013
- UEFA Women's Champions League: 2

Olympique Lyonnais: 2010-2011, 2011-2012

### Nazionale
- Cyprus Cup: 1

2012
- SheBelieves Cup: 1

2017

### Individuali
- ACC Defensive Player of the Year

2006
- All-ACC First Team

2005, 2006
- FIFA Women's World Cup All-Star Team

2011